# Peter Lawrence (Anthropologe)
Peter Lawrence (* 11. September 1921 in Lancashire, England; † 12. Dezember 1987 in Sydney, Australien) war ein in England gebürtiger australischer Anthropologe.
Sein wissenschaftliches Hauptwerk untersucht Cargo-Kulte in Melanesien; seine Forschungen zur Bevölkerung der Madang-Region von Neuguinea begannen 1949 (Beispiel: die Yali-Bewegung). Er lehrte an verschiedenen australischen Universitäten, zuletzt an der University of Sydney.

## Schriften
- Road belong cargo. A study of the Cargo movement in the Southern Madang District New Guinea. Manchester University Press, Manchester 1964, (Mehrere Ausgaben).
- als Herausgeber mit Mervyn J. Meggitt: Gods, ghosts and men in Melanesia. Some religions of Australian New Guinea and the New Hebrides. Oxford University Press, Melbourne u. a. 1965.
- mit Ian Hogbin: Studies in New Guinea Land Tenure. Three Papers. Sydney University Press, Sydney 1967.
- Daughter of Time. University of Queensland Press, St. Lucia 1968.
- als Herausgeber mit Ronald M. Berndt: Politics in New Guinea. Traditional and in the context of change. Some anthropological perspectives. University of Western Australia Press, Nedlands 1971.
- als Herausgeber mit Michael C. Howard: Élites in Oceania (= Oceania. Bd. 53, 1, ISSN 0029-8077). Sydney University Press, Sydney 1982, (online).
- The Garia. An ethnography of a traditional cosmic system in Papua New Guinea. Manchester University Press, Manchester 1984, ISBN 0-7190-0980-4.